# Hippasella
Genre
Hippasella est un genre d'araignées aranéomorphes de la famille des Lycosidae.

## Distribution
Les espèces de ce genre se rencontrent en Amérique du Sud.

## Liste des espèces
Selon World Spider Catalog (version 18.5, 01/01/2018) :
- Hippasella alhue Piacentini, 2011
- Hippasella guaquiensis (Strand, 1908)

## Publication originale
- Mello-Leitão, 1944 : Arañas de la provincia de Buenos Aires. Revista del Museo de La Plata (N.S., Zoología), vol. 3, p. 311-393.